# Index APE
 (février 2022).
La mise en forme du texte ne suit pas les recommandations de Wikipédia : il faut le « wikifier ».
Les points d'amélioration suivants sont les cas les plus fréquents. Le détail des points à revoir est peut-être précisé sur la page de discussion.
- Les titres sont pré-formatés par le logiciel. Ils ne sont ni en capitales, ni en gras.
- Le texte ne doit pas être écrit en capitales (les noms de famille non plus), ni en gras, ni en italique, ni en « petit »…
- Le gras n'est utilisé que pour surligner le titre de l'article dans l'introduction, une seule fois.
- L'italique est rarement utilisé : mots en langue étrangère, titres d'œuvres, noms de bateaux, etc.
- Les citations ne sont pas en italique mais en corps de texte normal. Elles sont entourées par des guillemets français : « et ».
- Les listes à puces sont à éviter, des paragraphes rédigés étant largement préférés. Les tableaux sont à réserver à la présentation de données structurées (résultats, etc.).
- Les appels de note de bas de page (petits chiffres en exposant, introduits par l'outil «  Source ») sont à placer entre la fin de phrase et le point final[comme ça].
- Les liens internes (vers d'autres articles de Wikipédia) sont à choisir avec parcimonie. Créez des liens vers des articles approfondissant le sujet. Les termes génériques sans rapport avec le sujet sont à éviter, ainsi que les répétitions de liens vers un même terme.
- Les liens externes sont à placer uniquement dans une section « Liens externes », à la fin de l'article. Ces liens sont à choisir avec parcimonie suivant les règles définies. Si un lien sert de source à l'article, son insertion dans le texte est à faire par les notes de bas de page.
- La présentation des références doit suivre les conventions bibliographiques. Il est recommandé d'utiliser les modèles {{Ouvrage}}, {{Chapitre}}, {{Article}}, {{Lien web}} et/ou {{Bibliographie}}. Le mode d'édition visuel peut mettre en forme automatiquement les références.
- Insérer une infobox (cadre d'informations à droite) n'est pas obligatoire pour parachever la mise en page.

Pour une aide détaillée, merci de consulter Aide:Wikification.
Si vous pensez que ces points ont été résolus, vous pouvez retirer ce bandeau et améliorer la mise en forme d'un autre article.

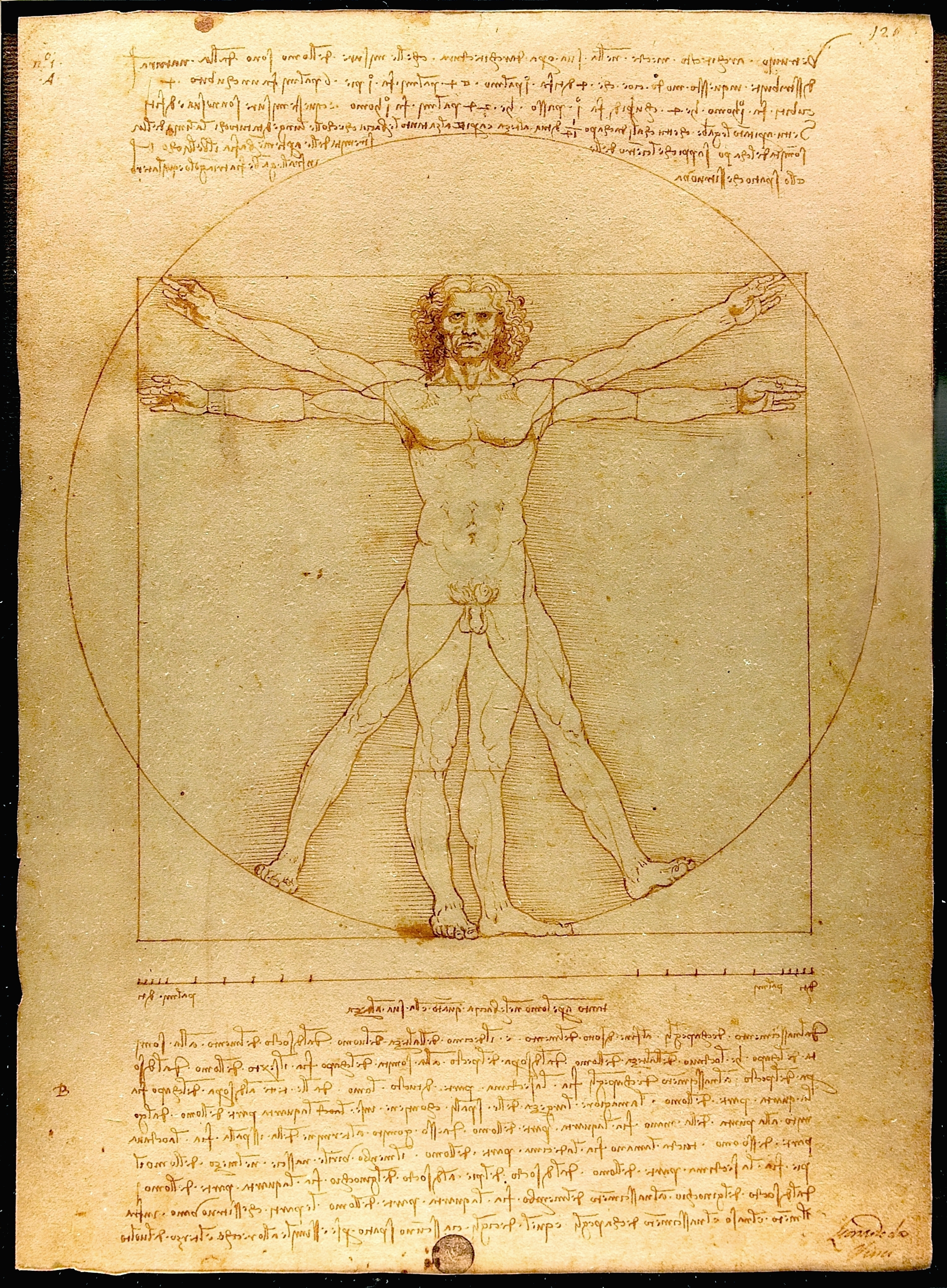
Homme de Vitruve v. 1492 par Léonard de Vinci. Basé sur les proportions identifiées par Vitruve, le dessin montre un homme dont l'envergure des bras est égale à la taille, donnant un ape index de 1.

Index (ou indice) ape, facteur ape, est un terme utilisé pour décrire une mesure du rapport de l'envergure des bras d'un individu par rapport à sa taille. Un rapport typique est de 1, tel qu'identifié par l'écrivain, architecte et ingénieur romain Vitruve en 15 av. J.-C. Vitruve a noté qu'un "homme bien fait" a une envergure de bras égale à sa taille, comme illustré dans Léonard de Vinci c. 1492 dessin, l'Homme de Vitruve. En escalade, on pense qu'un indice ape supérieur à un, où l'envergure des bras est supérieure à la hauteur, offre un avantage concurrentiel, et certains grimpeurs ont exprimé la conviction que l'exercice peut entraîner une amélioration du rapport, bien que ce point de vue soit quelque peu controversé.

## Calcul
L'index ape est généralement défini comme le rapport entre l'envergure des bras et la taille. Cependant, une approche alternative est l'envergure des bras moins la hauteur, le résultat étant positif, 0 ou négatif. Contrairement au rapport sans unité, ce calcul produit une valeur numérique dans les unités de mesure utilisées pour représenter la taille et l'envergure des bras.

## Importance dans l'escalade
Plusieurs études ont été menées sur l'effet des facteurs physiologiques, tels que l'anthropométrie et la flexibilité, pour déterminer une certaine habileté pour escalader. Un certain nombre d'entre eux ont inclus l'indice ape comme l'une des variables. Cependant, les résultats ont été mitigés.
Une étude a révélé que les facteurs physiques « non entraînables », y compris l'indice ape, n'étaient pas nécessairement des prédicteurs d'habileté pour escalader, malgré une tendance générale identifiée dans des études précédentes pour les athlètes d'élite du sport à partager ces caractéristiques. Cela a été soutenu par une étude ultérieure qui a également révélé que l'indice ape n'était pas statistiquement pertinent. Cependant, les auteurs de cette deuxième étude ont noté que les résultats pouvaient être dus à la faible variabilité de l'indice entre les grimpeurs, qui avaient tous des indices ape significativement plus élevés que ceux trouvés dans le groupe témoin. Ainsi, ils ont laissé ouverte la possibilité que l'indice ape puisse être plus significatif lorsqu'il existe un plus grand degré d'équivalence entre les autres traits considérés.
Contre ces études, d'autres travaux ont identifié l'indice ape comme un facteur significatif (ou potentiellement significatif). Une étude de 2001 comparant des grimpeurs masculins et féminins adolescents a noté que les différences de performances entre les sexes pouvaient s'expliquer par un certain nombre de facteurs, dont l'un était l'indice ape inférieur trouvé chez les grimpeuses. De même, dans un travail ultérieur, il a été constaté que l'indice ape était statistiquement significatif et a donc déterminé qu'il s'agissait de l'une des nombreuses variables qui fournissaient la valeur diagnostique la plus élevée dans la prédiction des performances d'escalade.

## Autres sports
Il a été noté que les nageurs ont tendance à avoir des bras plus longs par rapport à leur taille corporelle. Un exemple notable est Michael Phelps dont l'envergure des bras est de 10 cm supérieur à sa taille, lui donnant un indice de 1,052.
Il existe des preuves à l'appui qu'avoir un indice plus élevé sera bénéfique pour un gardien de but de football[réf. nécessaire]. Il peut également compenser le fait d'être plus court que la norme recommandée pour un gardien de but professionnel[réf. nécessaire]. Iker Casillas et Jorge Campos sont des exemples de gardiens plus petits qui possèdent un indice supérieur à la moyenne.
Au basket-ball, un indice plus élevé aide à la défense, en particulier pour contester les tirs et intercepter les passes[réf. nécessaire]. Cela aide également à rebondir, à dribbler ou à passer sous pression. Enfin, il aide directement à tirer sous pression. David Epstein dans son livre The Sports Gene a consacré un chapitre à "The Vitruvian NBA Player" et y a noté "Le rapport moyen envergure bras-taille [c'est-à-dire, l'indice ape] d'un joueur NBA est de 1,063". Avoir un indice ape inférieur à 1 est très rare chez les joueurs de la NBA ; seuls deux joueurs de la saison NBA 2010-11 en avaient un.
Dans les sports de combat, comme la boxe et les arts martiaux mixtes, avoir un indice plus élevé est souvent perçu comme bénéfique. Des combattants comme Jon Jones, dont l'envergure des bras est de 21 cm de plus que sa taille, et Conor McGregor a une envergure de bras plus longue que la plupart de ses adversaires. Cela leur permet potentiellement d'utiliser l'envergure de leurs bras pour frapper leurs adversaires, alors que leurs adversaires ne pourraient pas les frapper. Ils l'utilisent souvent dans leur plan de jeu, en gardant leurs distances, en leur permettant de se couvrir (car des bras plus longs permettent une plus grande zone de protection autour du haut du corps) ou de l'utiliser pour les contrer. Cependant, la recherche a montré que l'indice ape n'a aucune influence sur qui gagne ou perd des combats de MMA, le classement divisionnaire d'un individu ou s'il réussit ou non dans l'utilisation de sa technique,,.
Les petits indices ape peuvent également être bénéfiques. Par exemple, dans le développé couché, un athlète avec des bras plus courts doit déplacer le poids sur une distance plus courte pour terminer le développé par rapport à un athlète avec des bras plus longs. Pourtant, il y a le fait qu'un os plus court aura un muscle plus court, donc la masse potentielle du muscle est basée sur la longueur de l'os. En revanche, les bras longs sont un avantage dans le soulevé de terre, où des bras plus longs réduisent l'amplitude de mouvement nécessaire pour terminer le soulevé.